# Посёлок имени Максима Горького (Владимирская область)
Имени Максима Горького — посёлок в Камешковском районе Владимирской области России. Административный центр Вахромеевского сельского поселения. Неофициально именуется Володаркой, по имени ткацкой фабрики, расположенной в посёлке.

## География
Посёлок расположен в 14 км к северу от райцентра Камешково, в 16 км от ж/д станции Новки, на берегу реки Тальша.

## История
Известен с 1898 года как посёлок при ткацкой фабрике.
С 1929 года посёлок в составе Вахромеевского сельсовета Ковровского района, с 1940 года — в составе Камешковского района. С 2005 года посёлок является центром  Вахромеевского сельского поселения.
До 2016 года в посёлке действовала ткацкая фабрика им. Володарского (в последние годы — ООО «Ткачество»).

## Население
| 1926 | 2002  | 2010  | 2021  |
| ---- | ----- | ----- | ----- |
| 164  | ↗2450 | ↘2342 | ↘2086 |

## Инфраструктура
В посёлке расположены Вахромеевская средняя общеобразовательная школа, детский сад «Берёзка», Вахромеевская амбулатория, отделение милосердия для граждан пожилого возраста и инвалидов «Камешковского комплексного центра социального обслуживания населения», Камешковский социально-реабилитационный центр для несовершеннолетних, Дом культуры, почтовое отделение, операционная касса Сбербанка, участковый пункт полиции.